# 布蘭卡·蘇亞雷斯
布蘭卡·馬丁內斯·蘇亞雷斯（西班牙語：Blanca Martínez Suárez；1988年10月21日—）是一位西班牙女演員，她憑藉在電視劇《寄宿學校疑雲》擔任主角之一而得名。蘇亞雷斯也主演過多部知名電視劇，包括《卡洛斯帝王》、《难言之爱》、《接線女孩》和《白塔之欲》。
蘇亞雷斯的電影處女作是2008年恐怖電影《碎片》。2011年，她出演西班牙名導佩德羅·阿莫多瓦的作品《切膚慾謀》，並憑藉該電影獲得第26屆哥雅獎最佳新人女演員提名。此外，蘇亞雷斯也參與了其他電影作品，包括《飛常性奮！》（2013年）、《電視台殺很大》（2015年）、《抓狂酒吧》（2017年）、《四朵花之家》（2019年）、《我們生活的夏天》（2020年）、《第四名乘客》（2022年）以及《社交网络》（2023年）。

## 演員生涯

### 2007–2012：生涯初期與成名作
蘇亞雷斯於2007年開啟演員生涯。她在第一次出演電視劇作品《寄宿學校疑雲》便迅速成名，並憑藉該劇獲得第61屆銀框獎最佳電視女演員。2008年，她出演了電影處女作《碎片》，之後陸續客串出演《懦夫》（2008年）、《人才流失》（2009年）和《索多瑪執政官》（2009年）等多部電影。
2010年，蘇亞雷斯在黑色喜劇電影《霓虹肉身》與馬里奧·卡薩斯等人擔綱主演陣容，這是她首部主演的電影作品。2011年，她與安東尼奧·班德拉斯、伊蓮娜·安娜雅共同參演佩德羅·阿莫多瓦執導的心理驚悚電影《切膚慾謀》，該電影改編自1984年出版的驚悚小說《狼蛛》，講述一名整形外科醫生（班德拉斯飾演）幫助在車禍中燒傷毀容的妻子（安娜雅飾演）進行皮膚重建手術。蘇亞雷斯則飾演他們的女兒諾瑪（Norma），而她也憑藉該電影入圍第26屆哥雅獎最佳新人女演員。
2011年，蘇亞雷斯再度與馬里奧·卡薩斯搭檔，領銜出演電視劇《海帆》，並再度獲得銀框獎最佳電視女演員以及昂達獎最佳電視女演員。同時，蘇亞雷斯參與的兩部電影《橘子蜂蜜》和《逆轉大贏家》都在馬拉加電影節首映。

### 2013–2018：打開國際知名度與《接線女孩》

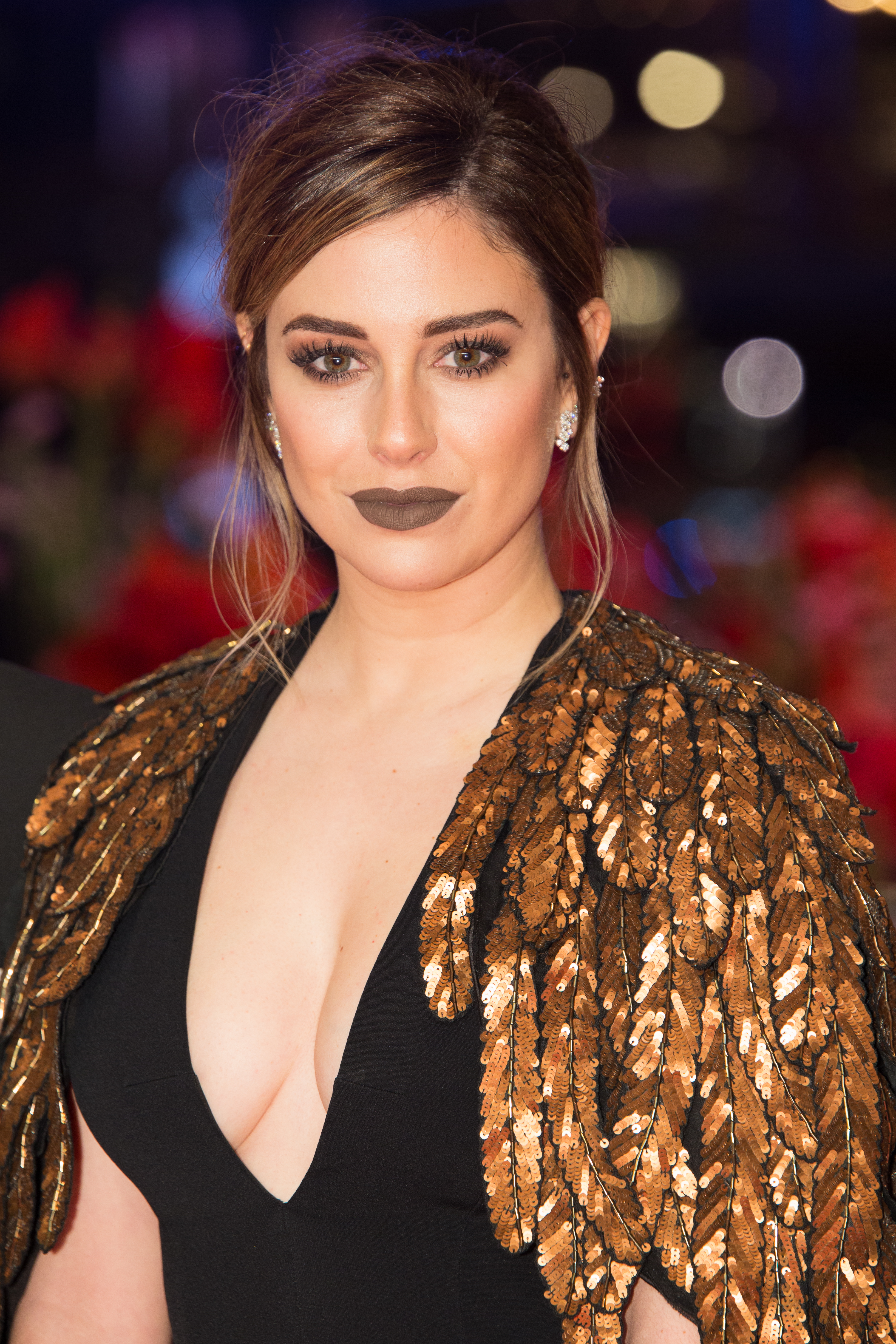
2017年的蘇亞雷斯

2013年，蘇亞雷斯再度出演由佩德羅·阿莫多瓦執導的喜劇電影《飛常性奮！》。同年，她在第66屆坎城影展榮獲蕭邦獎，該獎項旨在表揚傑出的新人演員。2014年，蘇亞雷斯在電視劇《黑色童話》飾演白雪公主。2015年3月，她與烏戈·席爾瓦領銜主演懸疑迷你劇集《我們的》；她和楊·岡薩雷斯、烏蘇拉·可貝蘿等人主演的喜劇電影《找不著北》也在同月上映，並且取得不錯的票房成績。同年9月，她出演的歷史電視劇《卡洛斯帝王》在電視頻道La 1播出。
2015年底，蘇亞雷斯第三度與馬里奧·卡薩斯合作，他們共同主演由艾利克斯·德拉伊格萊希亞執導的電影《電視台殺很大》，該片曾於第40屆多倫多國際影展首映，並讓蘇亞雷斯入圍2016年費洛斯獎最佳電影女配角。
2016年7月，蘇亞雷斯加入西班牙首部Netflix原創影集《接線女孩》劇組，將與娜迪亞·聖地牙哥、安娜·佛納迪絲、楊·岡薩雷斯、安娜·波沃羅薩等人共同擔綱主演，這也是她與楊·岡薩雷斯繼《寄宿學校疑雲》和《找不著北》之後第三度合作演出的作品。2017年3月，蘇亞雷斯與馬里奧·卡薩斯再度領銜主演由艾利克斯·德拉伊格萊希亞執導的黑色喜劇驚悚電影《抓狂酒吧》，該電影曾以非競賽片亮相於第67屆柏林影展。蘇亞雷斯在片中有一個全身塗油後鑽進地洞的橋段，同時一邊被男性角色開黃腔調侃；此片段被影評人認為是低俗且貶抑女性的文化展現，以及對她拍攝的角度也讓人感到不適。
2018年，蘇亞雷斯主演一部西葡合拍的荒誕喜劇電影《時間已過》，該電影為已故導演何塞·路易斯·奎爾達的遺作，並且在第66屆聖塞瓦斯蒂安國際電影節（SSIFF）獲得正面評價。同年10月，蘇亞雷斯與瑪卡蓮娜·加西亞、阿瑪亞·薩拉曼卡、貝蓮·奎斯塔等人加入Netflix原創電影《四朵花之家》劇組，該電影於2019年上映，講述同母異父的四姊妹尋找各自父親的故事。

### 2019年至今：更多國際串流平台作品

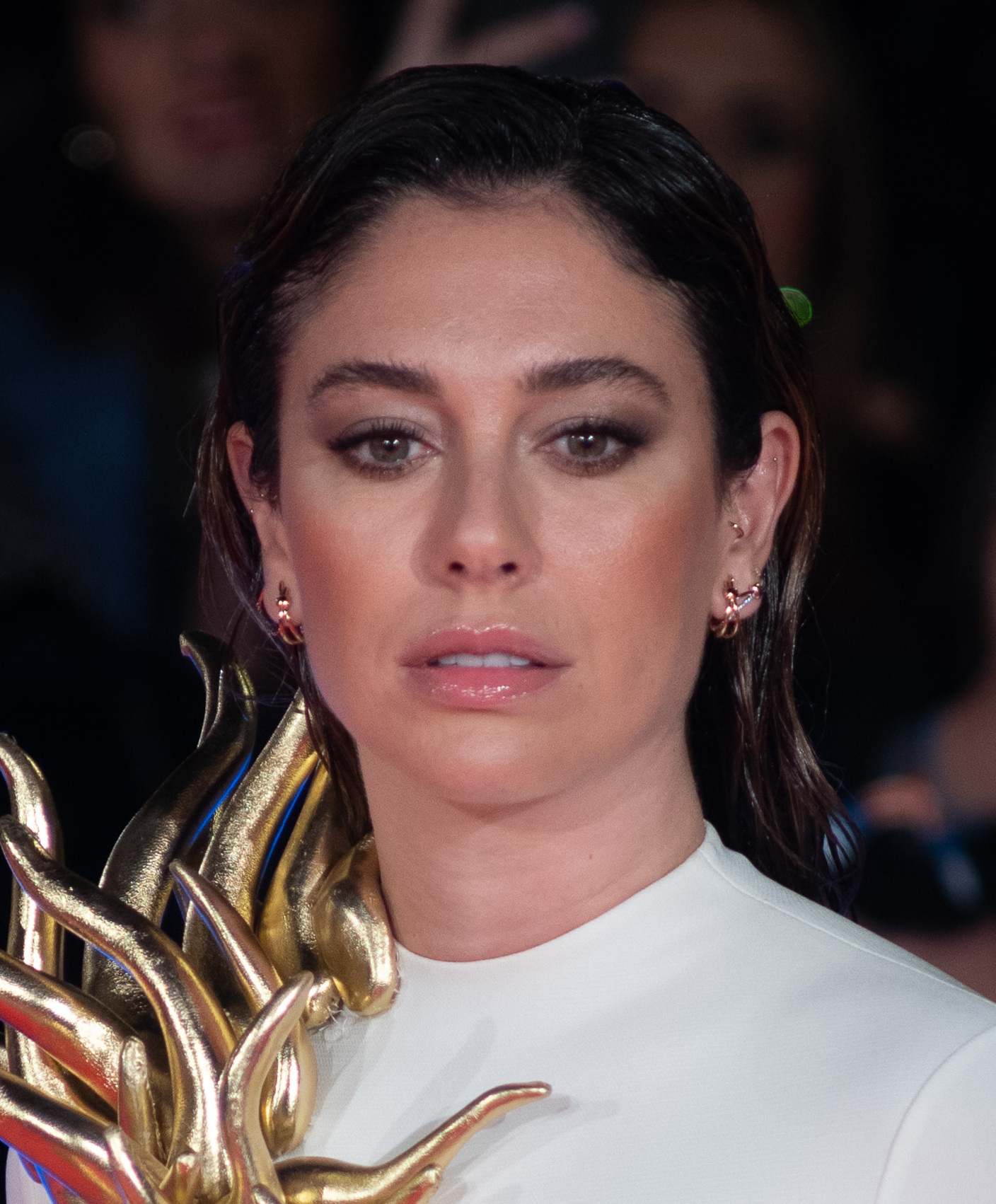
2024年的蘇亞雷斯

2019年3月，蘇亞雷斯宣布參演由華納兄弟及阿特斯媒體影業合製的浪漫劇情電影《我們生活的夏天》，她與哈維爾·雷伊、巴勃羅·莫利內羅在該電影中上演一段三角戀情。2020年8月，宣布蘇亞雷斯將主演一部由《接線女孩》、《絲絨之戀》的共同主創者拉蒙·坎波斯（Ramón Campos）和潔瑪·R·尼拉（Gema R. Neira）再度為Netflix開創的冒險犯罪影集《美洲豹》。
2021年，她與艾利克斯·德拉伊格萊希亞合作的第三部電影《第四名乘客》正式開拍。
2023年，蘇亞雷斯領銜主演喜劇電影《社交网络》，《Cinemanía》影評人哈維爾·奧卡尼亞將該電影評為年度最佳喜劇電影之一，並讚賞蘇亞雷斯能夠駕馭各種情境的角色。同年，她與海梅·洛倫特、亞歷山卓·史匹哲及阿爾貝托·阿曼等人加入音樂傳記電影《迪斯可、伊維薩島、洛科米亞》劇組，該電影以在1980年代走紅的流行音樂團體洛科米亞的故事改編。2023年底，Netflix宣布將推出一部西班牙醫療電視劇大作，主創者為的卡洛斯·蒙特羅，主演陣容包括蘇亞雷斯、納瓦·尼姆利、艾坦娜·桑琪絲-吉洪和曼諾·瑞亞斯等人。該劇於2024年8月首播，並且已續訂第二季。

## 影視作品
| † | 尚未發行的電影或電視節目 |

### 電影
| 年份 | 中文片名                       | 原文片名 | 角色              | 備註   |
| ---- | ------------------------------ | -------- | ----------------- | ------ |
| 2008 | 《碎片》                       |          | 安赫拉（Ángela）        | [ 5 ]  |
| 2008 | 《懦夫》                       |          | 電視編輯          | [ 38 ] |
| 2009 | 《人才流失》                   |          | 僅聲音            | [ 39 ] |
| 2009 | 《索多瑪執政官》               |          | 桑德拉（Sandra）        | [ 40 ] |
| 2010 | 《霓虹肉身》                   |          | 薇洛妮卡（Verónica）      | [ 41 ] |
| 2011 | 《切膚慾謀》                   |          | 諾瑪·萊德加德（Norma Ledgard） | [ 42 ] |
| 2012 | 《逆轉大贏家》                 |          | 英格麗（Ingrid）        | [ 43 ] |
| 2012 | 《橘子蜂蜜》                   |          | 卡門（Carmen）          | [ 44 ] |
| 2013 | 《飛常性奮！》                 |          | 露絲（Ruth）          | [ 45 ] |
| 2015 | 《找不著北》                   |          | 卡菈（Carla）          | [ 46 ] |
| 2015 | 《電視台殺很大》               |          | 帕洛瑪（Paloma）        | [ 47 ] |
| 2016 | 《布魯克林麵包店》             |          | 丹妮拉（Daniella）        | [ 48 ] |
| 2017 | 《抓狂酒吧》                   |          | 伊蓮娜（Elena）        | [ 49 ] |
| 2018 | 《時間已過》                   |          | 門德斯（Méndez）        | [ 50 ] |
| 2019 | 《四朵花之家》                 |          | 莎拉（Sara）          | [ 51 ] |
| 2020 | 《我們生活的夏天》             |          | 露西亞（Lucía）        | [ 52 ] |
| 2022 | 不適用                         | El test  | 貝爾塔（Berta）        | [ 53 ] |
| 2022 | 《第四名乘客》                 |          | 洛雷娜（Lorena）        | [ 54 ] |
| 2023 | 《社交网络》                   |          | 瑪貝爾（Mabel）        | [ 55 ] |
| 2024 | 《迪斯可、伊維薩島、洛科米亞》 |          |                   | [ 56 ] |
| 2025 | 《恶痕》                       |          |                   | [ 57 ] |
| 待定 | 不適用                         | †        |                   | [ 58 ] |

### 電視劇
| 年份    | 中文片名         | 原文片名 | 角色                                | 備註            |
| ------- | ---------------- | -------- | ----------------------------------- | --------------- |
| 2007–10 | 《寄宿學校疑雲》 |          | 胡莉亞·梅迪納（Julia Medina）                   | 主演；63集      |
| 2011–13 | 《海帆》         |          |                                     | 主演            |
| 2014    | 《黑色童話》     |          | 白雪公主                            | 獨立單元劇；1集 |
| 2014    | 《美女與野獸》   |          | 貝拉·杜波依斯（Bella Dubois）                   | 主演            |
| 2015    | 《我們的》       |          |                                     | 主演            |
| 2015    | 《卡洛斯帝王》   |          | 葡萄牙的伊莎貝拉                    | 主演            |
| 2016    | 《难言之爱》     |          |                                     | 主演            |
| 2017–20 | 《接線女孩》     |          | 莉蒂亞·艾琪拉（Lidia Aguilar） / 艾芭·羅密洛（Alba Romero） | 主演            |
| 2021    | 《寄宿學校疑雲》 |          | 胡莉亞·梅迪納                       | 特別出演；1集   |
| 2021    | 《美洲豹》       |          | 伊莎貝·加里多（Isabel Garrido）                   | 主演            |
| 2024–   | 《白塔之欲》     |          | 潔西卡·多諾索（Jésica Donoso）                   | 主演            |

## 得獎及提名
| 年份 | 大獎          | 獎項                        | 提名作品           | 結果 | Ref.   |
| ---- | ------------- | --------------------------- | ------------------ | ---- | ------ |
| 2009 | 金仙女獎      | 劇情電視劇最佳女主角        | 《寄宿學校疑雲》   | 提名 | [ 68 ] |
| 2010 | 第61屆銀框獎  | 最佳電視女主角              | 《寄宿學校疑雲》   | 獲獎 | [ 2 ]  |
| 2011 | 第62屆銀框獎  | 最佳電視女主角              | 《海帆》           | 提名 | [ 9 ]  |
| 2011 | 第26屆哥雅獎  | 最佳新人女演員              | 《切膚慾謀》       | 提名 | [ 3 ]  |
| 2011 | 第58屆昂達獎  | 最佳電視戲劇女主角          | 《海帆》           | 獲獎 | [ 10 ] |
| 2011 | TP de Oro獎   | 最佳女主角                  | 《海帆》           | 提名 | [ 69 ] |
| 2013 | 蕭邦獎        | 年度新星女演員              | 不適用             | 獲獎 | [ 15 ] |
| 2015 | 第3屆費洛斯獎 | 最佳電影女配角              | 《電視台殺很大》   | 提名 | [ 70 ] |
| 2017 | 第19屆虹膜獎  | 最佳電視女主角              | 《难言之爱》       | 提名 | [ 71 ] |
| 2017 | 第64屆昂達獎  | 最佳電視戲劇女主角          | 《难言之爱》       | 獲獎 | [ 72 ] |
| 2018 | 第5屆白金獎   | 迷你劇/電視連續劇最佳女主角 | 《接線女孩》       | 獲獎 | [ 73 ] |
| 2021 | 第71屆銀框獎  | 最佳電影女主角              | 《我們生活的夏天》 | 獲獎 | [ 74 ] |
| 2025 | 第75屆銀框獎  | 最佳電視女主角              | 《白塔之欲》       | 提名 | [ 75 ] |

## 外部連結
- 布蘭卡·蘇亞雷斯在互联网电影资料库（IMDb）上的資料（英文）
- 布蘭卡·蘇亞雷斯的Instagram帳戶
- 布蘭卡·蘇亞雷斯在豆瓣上的资料（简体中文）